# آنتونی کارو
آنتونی آلفرد کارو (به انگلیسی: Anthony Alfred Caro) یکی از مهم‌ترین و شاخص‌ترین مجسمه‌سازان اهل بریتانیا

## زندگی
آنتونی کارو در ۸ مارسِ ۱۹۲۴ در نیو مالدن در حومه لندن بزرگ دریک خانواده یهودی به دنیا آمد و بین سال‌های ۱۹۴۴-۱۹۴۲ در رشته مهندسی در کالج کرایست شهر کمبریج تحصیل کرد. او مدت دو سال را به خدمت در یگان هوایی نیروی دریایی پادشاهی بریتانیا گذراند، و پس از آن در سال‌های ۴۷-۱۹۴۶ در دانشگاه پلی‌تکنیک رجنت استریت لندن، دوره مجسمه‌سازی را طی نمود و سپس بین سال‌های ۱۹۵۰-۱۹۴۷ در مدارس آکادمی سلطنتی لندن ثبت‌نام نمود. او بین سال‌های ۱۹۵۴-۱۹۵۱ دستیار پاره‌وقت هنری مور بود. در اوایل دهه ۱۹۵۰ میلادی در مدرسه هنر سنت مارتین به تدریس پرداخت. بین سال‌های ۱۹۷۴-۱۹۶۲ دوباره به تدریس روی آورد و شیوه‌های تدریسش رابط میان دو نسل جوان هنرمند شد.
کارو در اوایل دوران کاری اش با هنری مور، شناخته شده‌ترین مجسمه‌ساز تاریخ بریتانیا کار کرد و بعدتر با استفاده از فلزهای صنعتی ای که "پیدا شده" می خواند و در واقع قطعات فلزی مصرف شده و بلااستفاده از کارخانجات به نظر می‌رسید، به سبک و سیاق ویژه خود رسید.

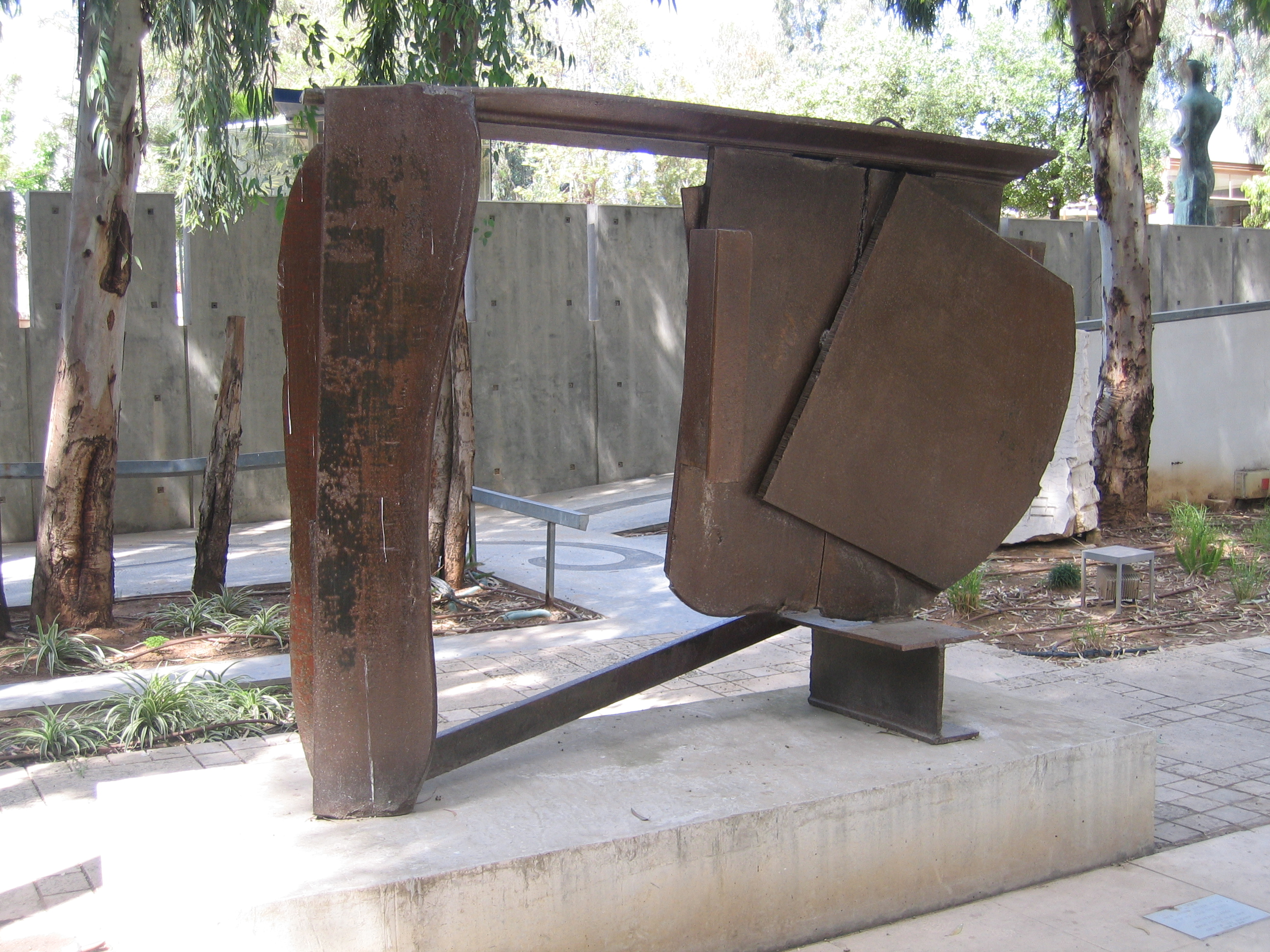

کارو اولین نمایشگاه انفرادی خود را به سال ۱۹۵۷ در گالری ناویلیگیوی (Galleria del Naviglio) شهر میلان و اولین نمایشگاه انفرادی‌اش را در لندن را یک سال پس از آن در گالری گیمپل فیلس (Gimpel Fils Gallery) برگزار کرد. آثار او در غرفه انگلستان در سی و سومین بینال ونیز (۱۹۶۶) و دهمین بینال سائوپائولو (۱۹۶۹) عرضه شد و در هر دو رویداد برنده جایزه شد. اولین نمایشگاه مرور آثار او در سال ۱۹۶۹ در گالری هیوارد شهر لندن و دومین نمایشگاه، چهار سال بعد در موزه هنرهای مدرن نیویورک برگزار شد. یک نمایشگاه مرور بر آثار در تروین مارکت شهر روم در سال ۱۹۹۲ و نمایشگاه عظیم دیگری توسط موزه هنرهای معاصر توکیو در سال ۱۹۹۵ ترتیب داده شد. در دهه ۱۹۹۰ میلادی دو مجموعه بزرگ مجسمه‌هایش تحت‌تأثیر تماس مستقیم او با سرامیک به وجود آمدند: «جنگ تروا» ابتدا در لندن به سال ۱۹۹۴ سپس در آتن و تسالونیکی به سال ۱۹۹۷ و «روز قیامت»، اولین بار در چهل و هشتمین بینال ونیز در سال ۱۹۹۹ به نمایش درآمدند.
برخی از آثار کارو در اوایل دهه ۱۳۸۰ خورشیدی در نمایشگاه مجسمه‌سازان بریتانیا در موزه هنرهای معاصر تهران به نمایش گذاشته شد.
آنتونی کارو در 	۲۳ اکتبر ۲۰۱۳ در سن ۸۹ سالگی در شهر لندن درگذشت

## اطلاعات بیشتر
- آنتونی کارو آنتونی کارو، نویسنده:آرزو آرین نژاد، نشریه هنرهای تجسمی شماره آذر 1381 - شماره 18